# La Visitación (Ghirlandaio)

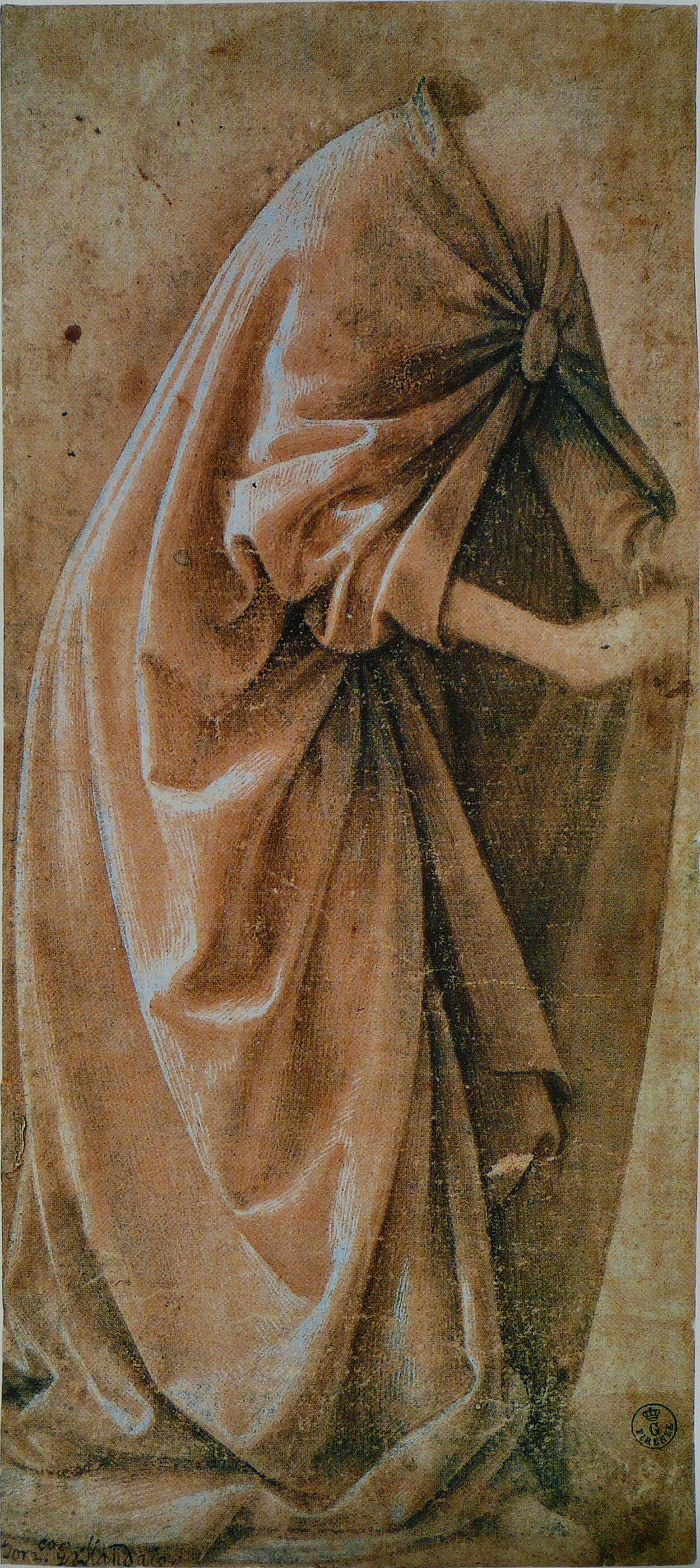
Estudio para La Visitación, Galería Uffizi

La Visitación es una pintura al temple sobre madera de Domenico Ghirlandaio, fechada en 1491 y conservada en el Museo del Louvre en París.  

## Historia
El trabajo fue encargado por Lorenzo Tornabuoni para el altar de una capilla familiar en la iglesia de los cistercienses de Florencia, la iglesia de Cestello, más tarde llamada Santa María Magdalena de Pazzi. La obra fue víctima del expolio napoleónico del Gran Ducado de Toscana, fue llevada a Francia y entró en el Museo del Louvre en 1812.

## Descripción y estilo

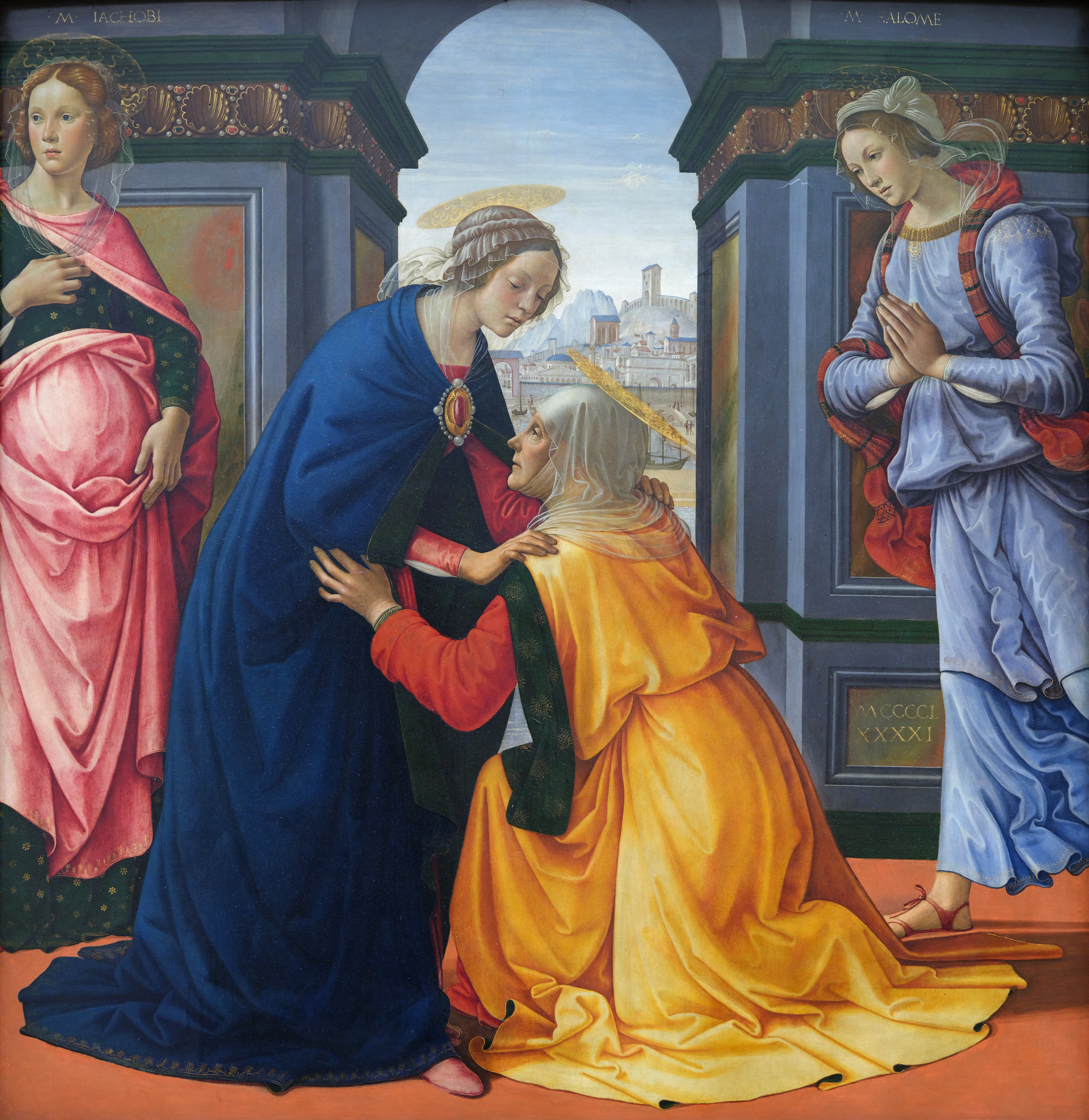
La Visitación (Ghirlandaio) 1491. Temple sobre madera.

El episodio de la Visitación, en el que María y santa Isabel se encuentran, se abrazan y reconocen los milagros que el Espíritu Santo ha operado sobre ambas, una de ellas embarazada a pesar de su virginidad y la otra embarazada a pesar de su ancianidad, se desarrolla ante el fondo de un grandioso arco a la antigua, que da a la composición solemnidad y amplitud de aliento gracias a la apertura del paisaje en el centro. Isabel, con su voluminoso vestido amarillo, rinde homenaje a la joven María arrodillándose, y ella le devuelve el gesto intentando agacharse con humildad.  
El encuentro está lleno de señales psicológicas cuidadosamente estudiadas, desde el afecto entre las mujeres, intuido en su contacto físico y visual, hasta la dulce sumisión de Isabel o la serena inquietud de María. Los detalles decorativos son muy precisos, con especial atención a la refracción de la luz, que el maestro aprendió al estudiar las obras flamencas presentes en Florencia: el dorado del friso salpicado de perlas y conchas (referencias a la pureza de María y su papel de "Nueva Venus"), el velo impalpable de la Virgen o el broche dorado con perlas y un rubí en el centro (referencia a la sangre de la Pasión de Cristo) que sostiene su capa. Se conserva un dibujo de Ghirlandaio de la capa de María en el Gabinete de Dibujos y Grabados de la Galería Uffizi, testimonio del estudio cuidadoso de la pose y los pliegues del ropaje de la figura.  
Las dos mujeres a ambos lados son, como dicen las inscripciones doradas en el arco, María de Cleofás y María Salomé, cuya presencia se refiere a los días de la crucifixión y resurrección de Jesús, anunciando su sacrificio por la redención humana. María Salomé, que se acerca con las manos juntas, tiene un vestido ligero y ondulante que una vez más proviene del Tondo Bartolini de Filippo Lippi, fuente de inspiración para numerosas figuras elegantes de Ghirlandaio, Botticelli y otros. El borde que corta una parte de las figuras laterales le da a la escena un sentido dinámico y moderno.  
Algunas diferencias de estilo entre las diversas figuras dan testimonio de la participación de colaboradores del taller, tal vez Sebastiano Mainardi. 
En el arco, en la parte inferior derecha, se puede leer la fecha de realización de la obra: MCCCCLXXXXI (1491). La ciudad al fondo, velada por la bruma, parece una reelaboración de Roma, a juzgar por el arco triunfal y el Panteón.